# Hideo Hagiwara

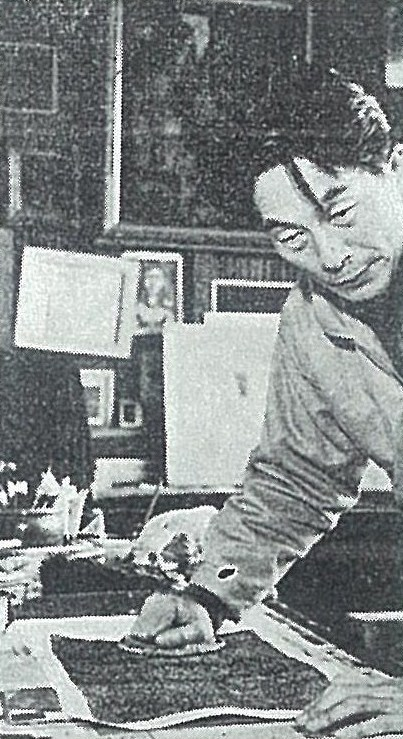
Hideo Hagiwara (1962)

Hideo Hagiwara (jap. 萩原 英雄, Hagiwara Hideo; * 22. Februar 1913 in der Präfektur Yamanashi; † 4. November 2007) war ein japanischer Maler. Er gehörte zu den bekanntesten zeitgenössischen japanischen Künstlern.
Hideo Hagiwara startete seine künstlerische Karriere nach dem Ende des Zweiten Weltkriegs mit ersten grafischen Werken gegenständlicher Darstellungen. 1958 graduierte er an der Tokyo National University of Fine Arts and Music in Tokio.
Ende der 1950er Jahre hatte er weltweiten Erfolg mit seinen abstrakten Arbeiten. Er hatte Ausstellungen seiner Werke aus Holzschnitt, Lithographie, Radierung und Siebdruck in renommierten Museen, wie dem Museum of Modern Art in New York und dem Victoria and Albert Museum in London.
1967 lehrte Hideo Hagiwara an der University of Oregon. Im Jahr 1983 wurde ihm der japanische Verdienstorden am purpurnen Band durch den japanischen Kaiser verliehen.